# RETScreen
إن برنامج RETScreen Clean Energy Management Software (يتم اختصاره عادةً إلى RETScreen) هو حزمة برمجية تم تطويرها من قبل الحكومة الكندية. كان قد تم تسليط الضوء على RETScreen Expert في المنتدى الوزاري للطاقة النظيفة الذي عقد عام 2016 في سان فرانسيسكو.
برنامج RETScreen Expert هو الإصدار الحالي للبرنامج وقد صدر للجمهور في 19 سبتمبر (أيلول) 2016. ويتيح البرنامج التعرف الشامل والتقييم والأمثلية للجدوى الفنية والمالية الخاصة بالطاقة المتجددة المحتملة ومشروعات كفاءة الطاقة؛ بالإضافة إلى قياس والتحقق من الأداء الفعلي للمنشآت والتعرف على فرص توفير الطاقة/الإنتاج. يُعد «نمط العارض» في RETScreen Expert مجانيًا ويسمح بالوصول إلى كل وظائف البرنامج. وعلى عكس الإصدارات السابقة من RETScreen، يتاح «نمط المحترفين» الجديد (والذي يتيح للمستخدمين إمكانية الحفظ والطباعة، إلخ) من خلال اشتراك سنوي.
يعتبر RETScreen Suite والذي يتكون من RETScreen 4 و RETScreen Plusهو الإصدار السابق من برنامج RETScreen. ويتضمن RETScreen Suite قدرات توليد مشترك للطاقة وتحليل خارج الشبكة.
على عكس RETScreen Suite، يعتبر RETScreen Expert منصة برمجية واحدة متكاملة؛ تستخدم أمثلة شاملة مفصلة من أجل تقييم المشروعات؛ وتتضمن قدرات تحليل المحفظة. يدمج RETScreen Expert عددًا من قواعد البيانات لتساعد المستخدم، بما في ذلك قاعدة البيانات العالمية للظروف المناخية المأخوذة عن 6700 محطة أرضية وعلى بيانات الأقمار الصناعية التابعة لوكالة NASA؛ بالإضافة لقاعدة بيانات مؤشرات القياس، وقاعدة بيانات التكلفة، وقاعدة بيانات المشروعات، وقاعدة بيانات علوم المياه، وقاعدة بيانات المنتج. يتضمن البرنامج أيضًا كمية كبيرة من مواد التدريب المتكاملة المكثفة بما في ذلك كتاب نصوص الكتروني.

## التاريخ
تم إطلاق الإصدار الأول من RETScreen في يوم 30 أبريل (نيسان) عام 1998، بينما تم إطلاق الإصدار الرابع RETScreen Version 4 في يوم 11 ديسمبر (كانون الأول) من عام 2007 في بالي بإندونيسيا من قبل وزير البيئة الكندي. تم إطلاق RETScreen Plus في عام 2011. بينما تم إصدار النسخة الحالية RETScreen Suite (التي تجمع بين RETScreen 4 وRETScreen Plus مع عدد كبير من الترقيات الإضافية) في عام2012. تم إطلاق RETScreen Expert في 19 سبتمبر (أيلول) من عام 2016.

## متطلبات تشغيل البرنامج
يتطلب تشغيل هذا البرنامج استخدام إصدار Microsoft® Windows 7 SP1 أو Windows 8.1 أو Windows 10 ؛ و Microsoft® .NET Framework 4.7 أو أعلى. من الممكن أن يعمل البرنامج على أجهزة Apple Macintosh باستخدام Parallels أو فيرشوال بوكس الخاصة بـ Mac.

## الشركاء
تم إدارة برنامج RETScreen تحت القيادة والدعم المالي المستمر لمركز أبحاث CanmetENERGY للموارد الطبيعية بفارينز في كندا، وهي إدارة تابعة للحكومة الكندية. يعمل فريق العمل الأساسي على تعزيز تعاونه مع عدد من المنظمات الحكومية والمنظمات متعددة الأطراف، مع دعم فني مستمد من شبكة كبيرة من خبراء الصناعة، والعمل الحكومي، والعمل الأكاديمي. تتضمن قائمة الشركاء الأساسيين مركز أبحاث لانغلي التابع لوكالة ناسا، وشراكة الطاقة المتجددة وكفاءة الطاقة (REEEP) ، والمشغل المستقل لنظام الكهرباء (IESO) بأونتاريو، ووحدة الطاقة الخاصة بإدارة التكنولوجيا، والصناعة، والاقتصاد التابعة لبرنامج الأمم المتحدة للبيئة UNEP  والمرفق العالمي للبيئة (GEF)، وصندوق الكربون النموذجي التابع للبنك الدولي ومبادرة الطاقة المستدامة بجامعة يورك.

## أمثلة للاستخدامات
اعتبارًا من فبراير (شباط) 2018، بلغ عدد مستخدمي برنامج RETScreen أكثر من 575,000 مستخدمًا في كل دولة ومنطق.
في دراسة مستقلة عن التأثير أجريت في العام 2013، كان استخدام برنامج RETScreen سببًا في تحقيق 8 مليارات دولار وفورات على مستوى العالم في تكاليف المعاملات المالية للمستخدمين، ومسئولاً عن تقليص انبعاث غازات الاحتباس الحراري بمقدار 20 مليون طن متريّ، وأنه سيتيح توافر قدرة 24 غيغاواط على الأقل من تركيبات الطاقة النظيفة.
يُستخدم RETScreen على نطاق واسع لتسهيل عمليات مشروعات الطاقة النظيفة وتنفيذها. وفيما يلي أمثلة لتلك الاستخدامات:
- إجراء إصلاحات في مبنى الإمباير ستيت بتجهيزات لزيادة كفاءة الطاقة[22]
- في منشآت تصنيع 3M Canada[23]
- الاستخدام المكثف من قبل مؤسسات طاقة الرياح بأيرلندا لتحليل المشروعات الجديدة المقترحة[24]
- لمراقبة أداء مئات من المدارس في أونتاريو[25]
- الاستخدام من قبل برنامج الحرارة والقدرة المدمجتين Manitoba Hydro (لأمثَلَة الطاقة الحيوية) لعرض تطبيقات المشروعات وتقييمها[26][27]
- لإدارة الطاقة في حرم الجامعات والكليات[28]
- الاستخدام في عمل تقييمات الأداء الخاصة بالفولتية الضوئية على مدى عدة سنوات في تورونتو بكندا[29][30]
- لتحليل نظام تدفئة الهواء بالطاقة الشمسية في تجهيزات القوات الجوية الأمريكية[31]
- لمنشآت البلدية وتتضمن التعرف على فرص إجراء إصلاحات لزيادة كفاءة الطاقة في منشآت حكومية متعددة في أونتاريو. (حاشية أخرى لمقالة كاليدون) [32][33]

يمكن قراءة مجموعة كبيرة من المقالات التي تذكر بالتفصيل كيفية استخدام برنامج RETScreen في مختلف المشروعات على صفحة RETScreen في LinkedIn.
كما يستخدم برنامج RETScreen كأداة تعليمية وبحثية من قبل أكثر من 1100 جامعة وكلية في أنحاء العالم، ويرد ذكره كثيرًا في المواد العلمية الأكاديمية. يمكن قراءة أمثلة لاستخدامات RETScreen الأكاديمية في قسمي «المنشورات والتقارير» و«الدورات التدريبية للجامعات والكليات» الواردين في «نشرة RETScreen للطاقة النظيفة»، ومتاحين من خلال دليل المستخدمين في البرنامج الذي تم تحميله.
يعد استخدام RETScreen إما إلزاميًا أو موصى به من قبل برامج تحفيز إنتاج الطاقة النظيفة على جميع المستويات الحكومية في العالم، بما في ذلك اتفاقية الأمم المتحدة المبدئية بشأن التغير المناخي، والاتحاد الأوروبي، وكندا، ونيوزيلندا، والمملكة المتحدة، والعديد من الولايات الأمريكية والأقاليم الكندية، والمدن والبلديات الحكومية وهيئات المرافق، تم عقد ورش عمل تدريبية للتدريب على RETScreen محليًا وإقليميًا من خلال طلبات رسمية من قبل حكومات دول تشيلي، والمملكة العربية السعودية، بالإضافة لـ15 دولة في كل من أفريقيا الغربية والوسطى ومنظمة الطاقة بأمريكا اللاتينية (OLADE).

## الجوائز والتقديرات
تم منح شركة RETScreen International جائزة التميز للخدمة العامة عام 2010، وهي أعلى جائزة تمنحها الحكومة الكندية لموظفي الخدمة العامة لديها.
تم ترشيح برنامج RETScreen وفريق عمل RETScreen للعديد من الجوائز المرموقة ومنحها لهم، من بينها جائزة «إرنست آند يونغ/جائزة يوروماني GTEC» العالمية للطاقة المتجددة«، وجائزة الطاقة» إنرجي غلوب«(جائزة محلية في كندا)، ووسام جائزة الامتياز».

## التقييمات
في تقييم الوكالة الدولية للطاقة لإصدار البيتا للقسم الخاص بالقدرة المائية في البرنامج، وصفت الوكالة البرنامج بأنه «مثير للإعجاب بشدة». وتؤكد الوكالة الأوروبية للبيئة على أهمية برنامج RETScreen بوصفه «أداة بالغة النفع». يوصف RETScreen أيضًا بأنه «واحد من البرامج القليلة، وأفضلها إلى حد كبير، في تقييم الجوانب الاقتصادية لتجهيزات الطاقة المتجددة»، وأنه «أداة لتحسين التكامل بين عناصر سوق الطاقة النظيفة» في العالم أجمع.

## وصلات خارجية
- RETScreen International
- RETScreen Expert – تحليل مقياس الأداء (فيديو)
- RETScreen Expert - Feasibility Analysis (video)
- RETScreen Expert - Performance Analysis (video)
- RETScreen Expert - Portfolio Analysis (video)
- RETScreen Clean Energy Bulletin
- "What is RETScreen?"